# Anisia Miranda
Anisia Miranda Fernández (Ciego de Ávila, 30 de diciembre de 1932 - Gres, Villa de Cruces, 22 de octubre de 2009) fue una escritora cubano-española en lengua española y gallega, hija adoptiva del Ayuntamiento de Villa de Cruces.

## Biografía
Fue hija de Faustino Miranda, de Verea, y de Teresa Fernández, de Celanova, que emigraron a Cuba en 1927. Anisia estudió Magisterio y Periodismo en La Habana. En 1953 la familia cogió un barco que cruzó el canal de Panamá y llegó al puerto chileno de Valparaíso; desde allí, cruzaron los Andes en tren hasta llegar a Buenos Aires, donde Anisia acabó la carrera de Periodismo.
En una conferencia impartida por Ramón Suárez Picallo sobre Rosalía de Castro, conoció al escritor Xosé Neira Vilas, con el cual se casó el 21 de febrero de 1957, año en el que, juntos, fundaron la editorial y distribuidora de libros en gallego Follas Novas. En Argentina empezó un importante vínculo con la cultura gallega, recibiendo clases de gallegos en el exilio como Eduardo Blanco Amor, Alberto Vilanova, Rafael Dieste, Antonio Baltar o Ramón de Valenzuela. Así mismo, en esa época empezó a traducir sus primeiros textos de poetas americanos al gallego.
En junio de 1961 regresó a Cuba, donde colaboró con Alejo Carpentier en la revista Pueblo y Cultura y condujo un programa de radio, sin dejar de escribir, sobre todo en el ámbito de la literatura infantil y juvenil. Fue cofundadora de dos revistas cubanas dirigidas al público infantil: Zunzún e Bijirita.
En 1972 viajó por primera vez a Galicia, con Neira Vilas, durante cerca de dos meses. Tras doce viajes más de ida  y vuelta, el matrimonio, ya jubilado, regresó definitivamente a Galicia en 1992, para vivir en Gres. Desde 1992 vicepresidió la Fundación Xosé Neira Vilas. Falleció en octubre de 2009.

## Obra

### En castellano
- Esta es Cuba, hermano. Buenos Aires: Editorial Follas Novas, 1960
- La primera aventura.
- Los cuentos del Compay Grillo, 1965.
- Mitos y leyendas de la antigua Grecia, 1966.

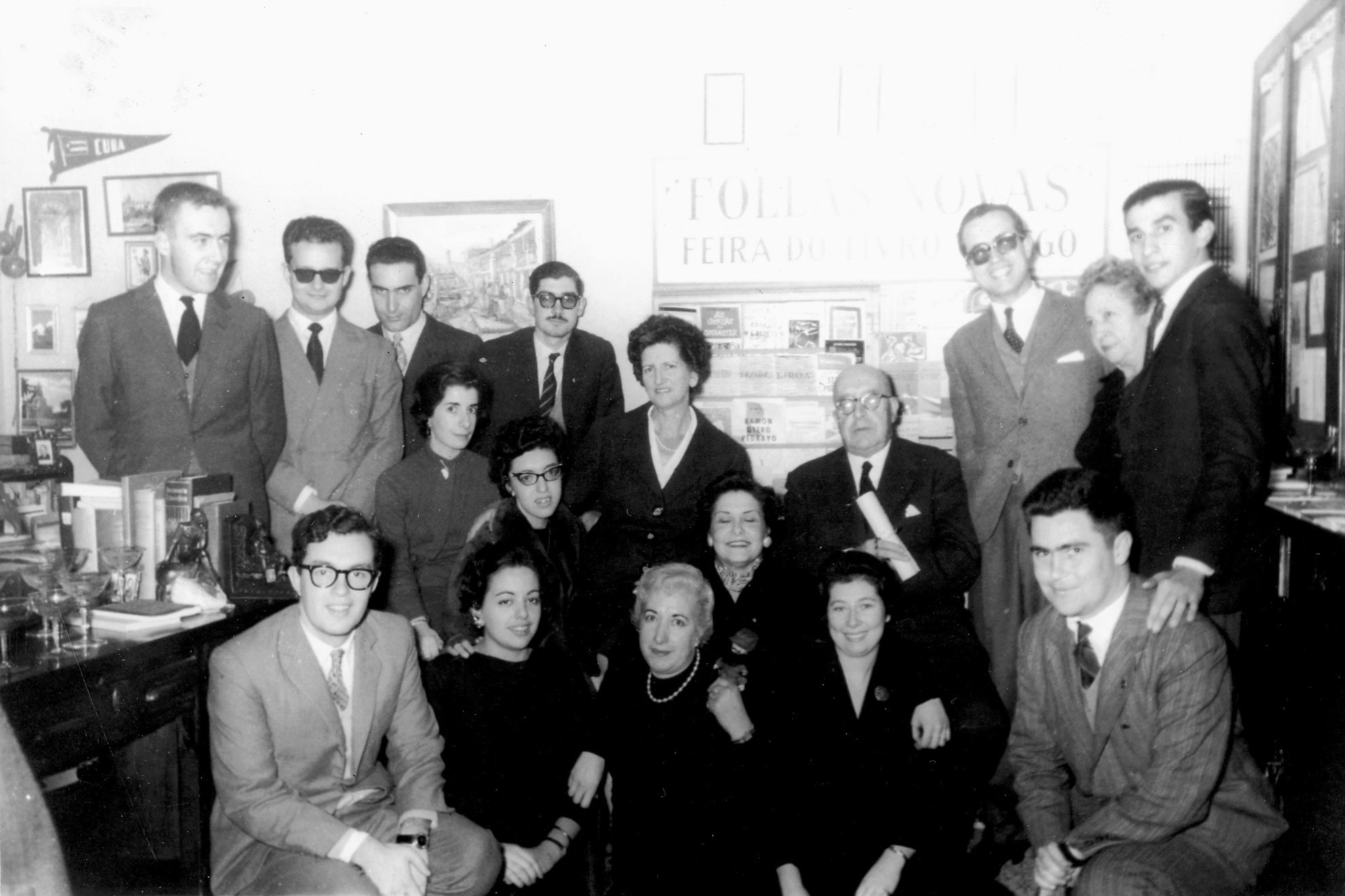
Otero Pedrayo y los miembros de las Mocidades Galeguistas de Buenos Aires en 1959. Anisia Miranda aparece en el centro de la fotografía.

- Vietnam y tú, 1970.
- Las vacaciones de Lidia, 1984.
- La casa de los títeres, 1986.
- La casa nueva de mis abuelos.
- Treinta días en Vietnam.

### En galego

#### Literatura infanto-xuvenil
- Pardela amiga.
- Os contos do Compay Grilo.
- A primeira aventura.[3]
- A casa dos títeres.[4]
- A volta do Compay Grilo.
- Mitos e lendas da vella Grecia, 1983, Ediciós do Castro.
- A cama, a bolboreta e o paxariño. La Coruña: Ediciós do Castro, 1998.

#### Con Xosé Neira Vilas
- Cantarolas e contos prá xente miúda. Akal, 1975.
- Cantarolas. Xerais, 1995.

#### Colectivas
- E dixo o corvo..., 1997, Junta de Galicia.
- 16 poemas galegos para Ernesto Che Guevara contra a súa morte (1967-1973), 1997, Universidad de Santiago de Compostela.
- Homenaxe poética ao trobador Xohan de Requeixo, 2003.